# 消失的子彈
《消失的子彈》是一部2012年上映、香港與中國大陸合拍的民國懸疑犯罪片，由樂視娛樂投資（北京）有限公司和英皇影業有限公司出品並發行，香港導演羅志良擔任編劇及執導，爾冬陞擔任監製，並由劉青雲、謝霆鋒領銜主演。全片以民國初年為背景，講述了警探郭追（謝霆鋒飾）聯合警政官松東路（劉青雲飾）調查一宗發生在兵工廠的連環殺人事件，隨著調查工作的深入，相關當事人先後離奇死去，兩人及身邊人亦遭遇追殺，情勢險象環生，然而最終的真相卻出人意料。
本片於2011年11月14日開機，先後在上海車墩影視基地、勝強影視基地及周浦鎮取景拍攝，次年1月18日殺青關機。2012年8月14日，影片在中國大陸正式公映，同年9月13日在香港和澳門上映。

## 劇情
民國初年，北洋軍閥割據。「天城縣」的兵工廠，是當時中國最大的兵工廠，卻接二連三發生了離奇命案，工人們被槍殺；但是命案現場無彈頭，有人懷疑是這兇手是個心理變態的連環殺手，但更多的工人相信這是之前被丁老闆（廖啟智飾）以俄羅斯輪盤逼死的女工冤魂報復。工人們群情激憤，不但找到美貌的女算命師小雲雀（楊冪飾）來占卜，而後甚至罷工抗議。
警察局的金局長（吳剛飾）將此案交由善於偵探推理的警政官松東路（劉青雲飾）與神槍刑警郭追（謝霆鋒飾）聯合調查，誰知郭追的助手「新警察小五」（井柏然飾）在調查過程中慘死。松東路逐漸瞭解了事情的真相，但松並不願意相信自己的推理。經過與殺夫女囚傅源（江一燕飾）的通信，松東路終於願意揭露這其中不可思議的秘密……

## 演員
| 演員   | 角色   | 備註 |
| 劉青雲 | 松東路 | 天城縣警察局警政官                                                                                                  |
| 謝霆鋒 | 郭追   | 警探，後成為天城縣警察局長 公認為天城縣最快的槍手 實際是連續殺人事件的主謀，在結尾與松東路對質後自殺                |
| 杨幂   | 小云雀 | 女算命師 郭追女友 在連續殺人事件中替工人卜卦而瞭解箇中細節 實際是連續殺人事件主謀郭追的幫兇                         |
| 井柏然 | 小五   | 年輕警探 松東路、郭追的助手 在查案的過程中被李進槍殺身亡                                                            |
| 吳剛   | 金局長 | 天城縣警察局長 與丁老闆暗中勾結，後被松東路揭發，逃跑時遭郭追槍殺滅口                                               |
| 廖啟智 | 丁老闆 | 兵工廠老闆 暗中與金局長勾結，並表面上策劃連續殺人事件 喜歡以俄羅斯輪盤與他人對賭 結尾時識破王海的殺意，卻反被其槍殺 |
| 鄭希怡 | 李佳   | 醫學大學法醫 負責連續殺人事件的解剖工作                                                                             |
| 王子義 | 王海   | 丁老板手下第一殺手，後槍殺丁老板                                                                                    |
| 劉洋   | 陳七   | 兵工廠管工 |
| 大寶   | 卓哥   | 兵工廠設計部門負責人                                                                                                |
| 阮德锵 | 南承   | 金局長副手 |
| 李廣斌 | 李進   | 金局長手下 |
| 錢嘉樂 | 吳忠國 | 松東路案例之男主人公                                                                                                |
| 江一燕 | 傅源   | 女囚犯，殺了夫婿吳忠國                                                                                              |
| 高虎   | 高官   | 警政署高官 |
| 張恆   | 記者   | |
| 陳剛   | 獄警   | |

## 票房
影片在中國大陸首週六天票房為8150萬元，為該週的票房冠軍。隨後蟬聯了一週票房冠軍，至9月23日累計1.6億元人民幣。
本片的香港票房为801万元港币。
| 上一届： 《聽風者》 | 2012年中国内地一周票房冠军 第33周 第34周 | 下一届： 《超凡蜘蛛侠》 |

## 獎項
| 頒獎典禮             | 獎項             | 名單             | 結果 |
| -------------------- | ---------------- | ---------------- | ---- |
| 第49屆金馬獎         | 最佳剧情片       | 消失的子彈       | 提名 |
| 第49屆金馬獎         | 最佳造型设计     | 張世傑           | 獲獎 |
| 第49屆金馬獎         | 最佳原創電影音樂 | 泰迪羅賓、韋啟良 | 提名 |
| 第49屆金馬獎         | 最佳音效         | 鄭穎園           | 提名 |
| 第9屆華鼎獎          | 最佳男主角       | 謝霆鋒           | 獲獎 |
| 第9屆華鼎獎          | 最佳導演         | 羅志良           | 獲獎 |
| 第9屆華鼎獎          | 最佳編劇         | 羅志良、楊倩玲   | 獲獎 |
| 第32屆香港電影金像獎 | 最佳電影         | 消失的子彈       | 提名 |
| 第32屆香港電影金像獎 | 最佳導演         | 羅志良           | 提名 |
| 第32屆香港電影金像獎 | 最佳男主角       | 劉青雲           | 提名 |
| 第32屆香港電影金像獎 | 最佳男配角       | 廖啟智           | 提名 |
| 第32屆香港電影金像獎 | 最佳女配角       | 江一燕           | 提名 |
| 第32屆香港電影金像獎 | 最佳編劇         | 羅志良、楊倩玲   | 提名 |
| 第32屆香港電影金像獎 | 最佳原创电影音乐 | 泰迪罗宾、韦启良 | 提名 |
| 第32屆香港電影金像獎 | 最佳电影音乐音效 | 郑颖园           | 提名 |
| 第32屆香港電影金像獎 | 最佳攝影         | 陳志英           | 提名 |
| 第32屆香港電影金像獎 | 最佳剪接         | 鄺志良、陳忠明   | 提名 |
| 第32屆香港電影金像獎 | 最佳美術指導     | 張世傑、李健威   | 提名 |
| 第32屆香港電影金像獎 | 最佳服裝造型設計 | 張世傑           | 提名 |
| 第32屆香港電影金像獎 | 最佳音響效果     | 鄭穎園           | 提名 |

## 外部連結
- MSN娛樂上《消失的子彈》的資料（繁體中文）

- 《消失的子彈[]》在香港雅虎的電影頁面（繁體中文）
- Yahoo奇摩電影上《消失的子彈》的資料（繁體中文）
- 香港影庫上《消失的子彈》的資料（繁體中文）
- 互联网电影数据库（IMDb）上《消失的子彈》的资料（英文）